# Зосима
Святий Зосима (лат. Zosimus; ? — 26 грудня 418) — сорок перший папа Римський (18 березня 417—26 грудня 418). За походженням був греком, ім'я його батька Авраам. Зосима заборонив священникам відвідувати таверни.

## Боротьба з пелагіонізмом
Одразу післа обрання Зосими папою до нього у Рим прибув з метою добитись виправдання прибічник пелагіонізму Селестій, раніше засуджений папою Римським Іннокентієм I. Влітку 417 року Зосима зібрав римський клір у базиліці Святого Климента, де Селестій формально визнав символ віри та не був повторно засуджений. Через деякий час Зосима одержав від Пелагія листа, у якому той також визнав символ віри, проте обстоював єретицькі погляди на свободу волі. Після цього Зосима остаточно засудив Пелагія та його вчення у березні 418 року.